# Turismo em Mato Grosso do Sul

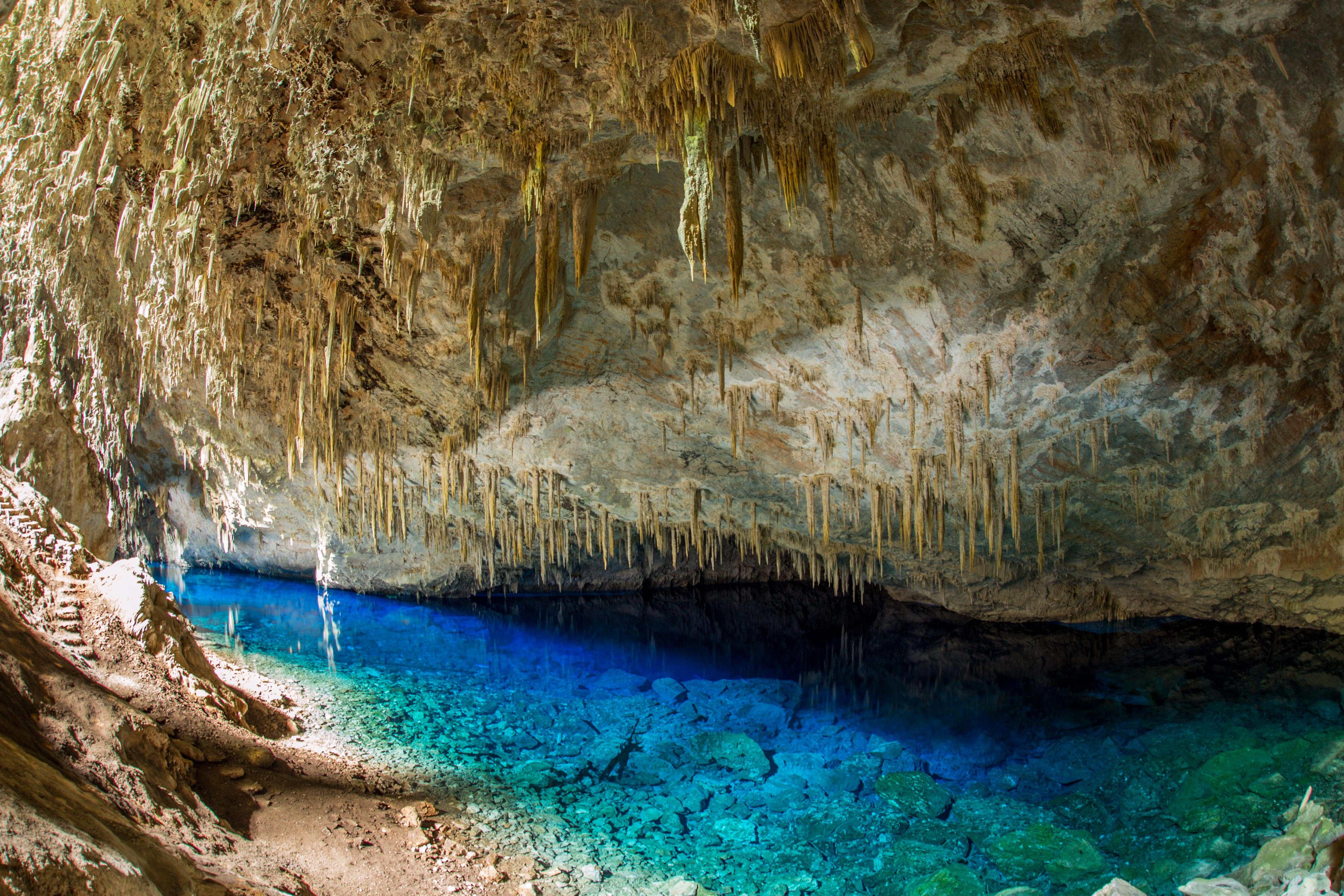
Gruta do Lago Azul em Bonito

Esta página relaciona todos os dados sobre o Turismo de Mato Grosso do Sul.
Mundialmente conhecido por sua biodiversidade, possui atrativos naturais e culturais que podem ser vistos ao participar de passeios turísticos. Os cenários são distintos e com belezas peculiares, sendo rico em flora, fauna e exuberância da natureza. A dedicação de seus habitantes o tornaram uma das mais produtivas áreas agrícolas e seus visitantes devem provar sua comida típica. O turismo ecológico também representa uma importante fonte de receita para o estado.

## Território
Localizado na região Centro-Oeste do Brasil juntamente com Goiás, Mato Grosso e Distrito Federal, o Mato Grosso do Sul faz divisa com cinco estados brasileiros: Minas Gerais, São Paulo, Paraná, Goiás, Mato Grosso e também fronteira ao sul com o Paraguai e a oeste com a Bolívia, sendo banhado pelo sistema dos rios Paraná e Paraguai e seus afluentes e  vegetação  dominante características de cerrado.

## História
Mato Grosso do Sul, que nasceu da divisão de Mato Grosso em 11 de outubro de 1977, tem o privilégio de mostrar para o mundo uma região abençoada pela natureza: na sua história, os mares de Xaraés como a origem do Pantanal; a  chegada dos primeiros  colonizadores em busca do ouro; sua cultura construída a partir da influência  da sua  ocupação humana datada de 10.000 aC pelos indígenas e da proximidade com a fronteira.

## Modalidades turísticas

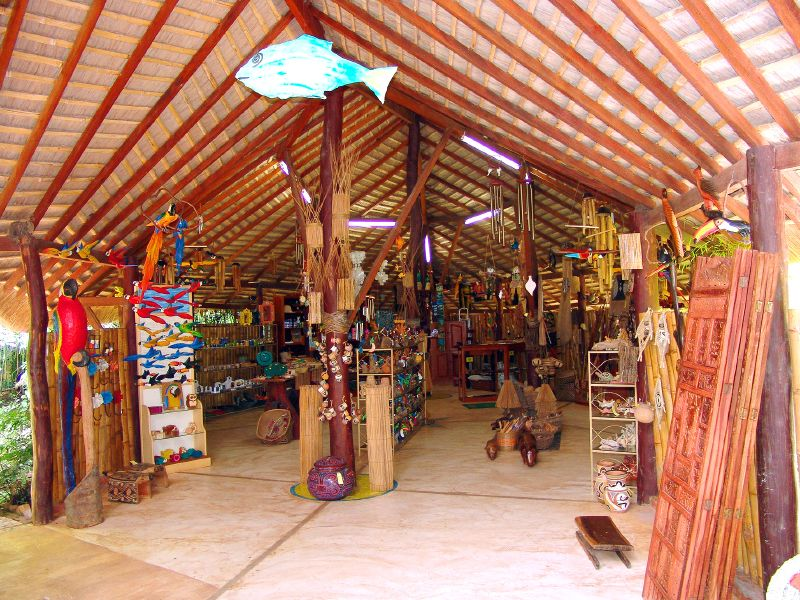
Tenda de artesanato em Bonito.

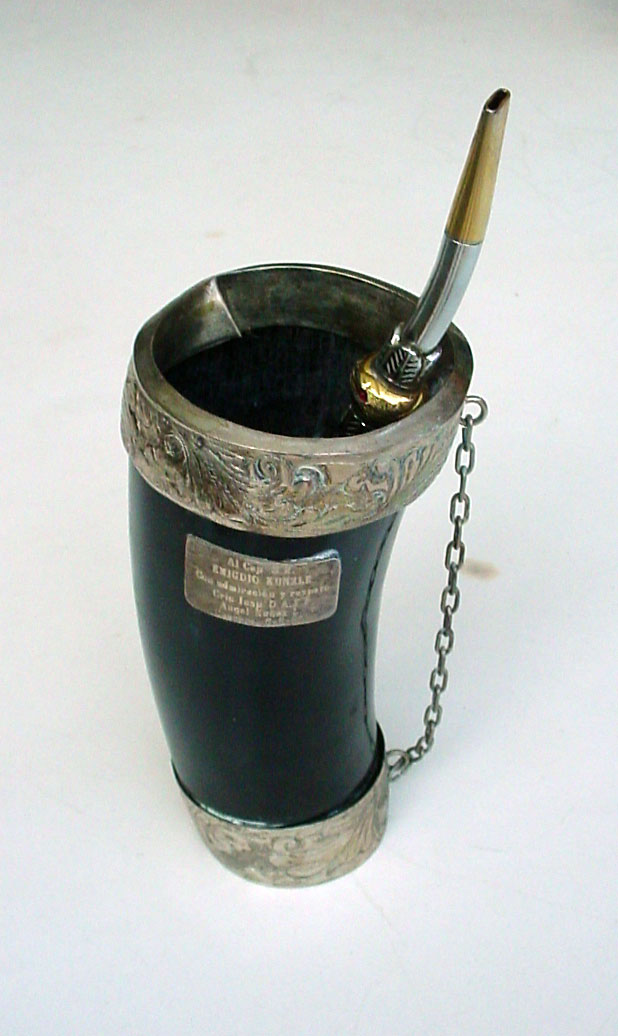
Recipiente típico de tereré.

O Pantanal, uma das maiores planícies de sedimentação do mundo, aproximadamente 140 mil km², com 65% do seu território no Estado de Mato Grosso do Sul apresenta fauna e flora de rara beleza e abundância influenciado por quatro grandes biomas: Amazônia, Cerrado, Chaco e de Mata Atlântica que se estende até a Região da Serra da Bodoquena.  O Pantanal  foi reconhecido pela UNESCO, no ano 2000, como Reserva da Biosfera, por ser uma das mais exuberantes e diversificadas reservas naturais da Terra.
De origem e tradição agropecuária, o Estado tem na sua gastronomia uma resultante dos elementos culturais e naturais que construíram suas tradições e costumes: a variedade de peixes que se reflete numa culinária rica e exótica onde  o churrasco com mandioca também é muito apreciado, assim como o  tereré (espécie de mate gelado); os doces caseiros feitos de frutas típicas da região; da influência fronteiriça, a chipa, a saltenha, a sopa paraguai e o locro.  Dentre as manifestações culturais, no artesanato, a expressão indígena é predominante com belíssimas peças rústicas e originais.

## Regiões turísticas
Todo esse mosaico natural e cultural que o Estado de Mato Grosso do Sul possui estão abrigados nos 79 Municípios. Estão a disposição para se conhecer e desfrutar 10 regiões turísticas.

### Caminhos da Fronteira
Compreende a região fronteiriça com o Paraguai e abrange 10 municípios:Iguatemi, Amambai, Antônio João, Aral Moreira, Coronel Sapucaia, Laguna Carapã, Paranhos, Ponta Porã, Sete Quedas e Tacuru.

### Caminho dos Ipês
Compreende a região central do estado de Mato Grosso do Sul, que abrange as cidades de Campo Grande, Rochedo, Rio Negro, Terenos, Corguinho, Jaraguari, Ribas do Rio Pardo, Dois Irmãos do Buriti, Nova Alvorada do Sul e Sidrolândia.

### Cone Sul
Inclui todo o sul e parte do sudeste do estado. Abrange 7 municípios: Eldorado, Iguatemi, Itaquirai, Japorã, Juti, Mundo Novo e Naviraí.

### Costa Leste
Compreende a região leste e abrange 7 municípios. Fazem parte da Costa Leste os seguintes municípios: Anaurilândia, Aparecida do Taboado, Bataguassu, Brasilândia, Santa Rita do Pardo, Selvíria e Três Lagoas.

### Grande Dourados

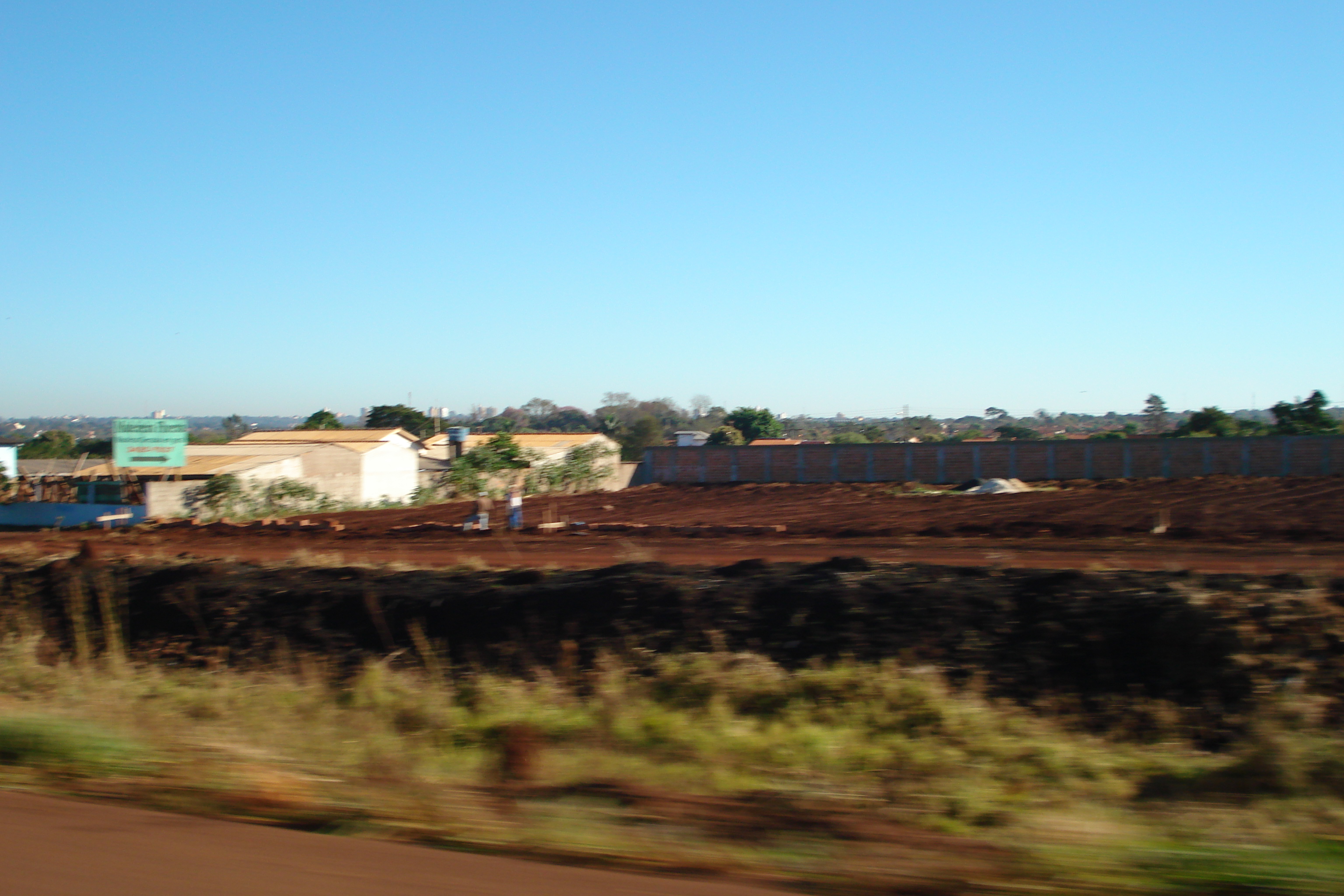
Região de Dourados

Compreende a região da Grande Dourados, situado no sul do estado, que abrange 10 municípios: Caarapó, Deodápolis, Douradina, Dourados, Fátima do Sul, Glória de Dourados, Itaporã, Maracaju, Rio Brilhante e Vicentina.

### Pantanal

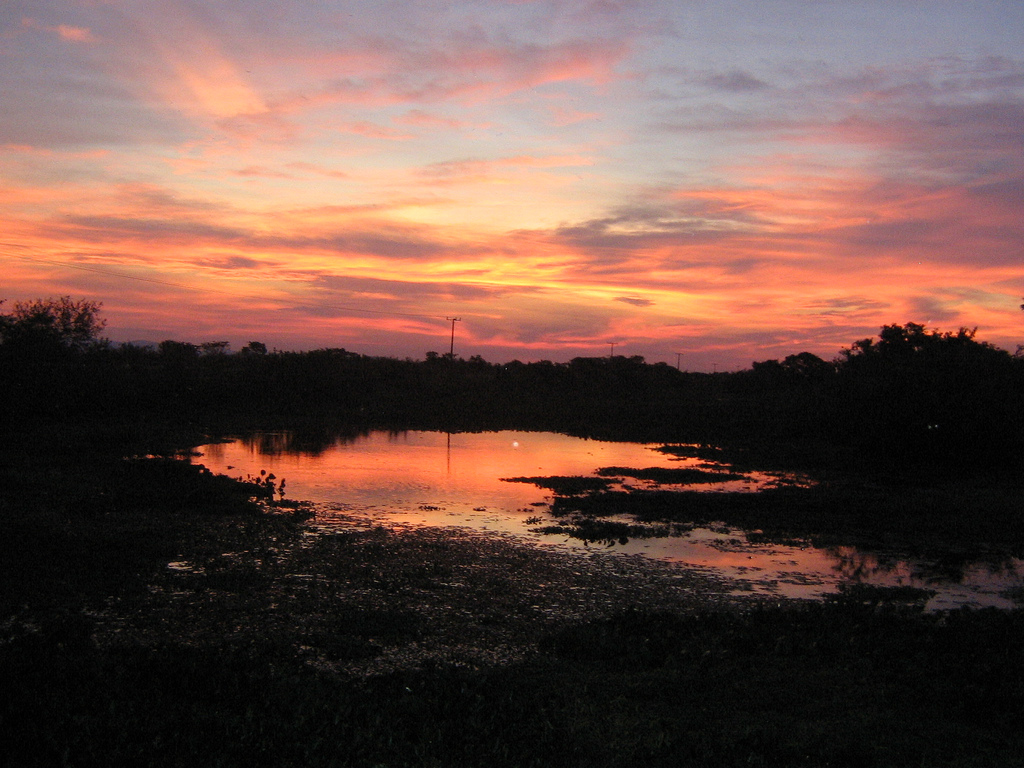
Pôr do sol no Pantanal.

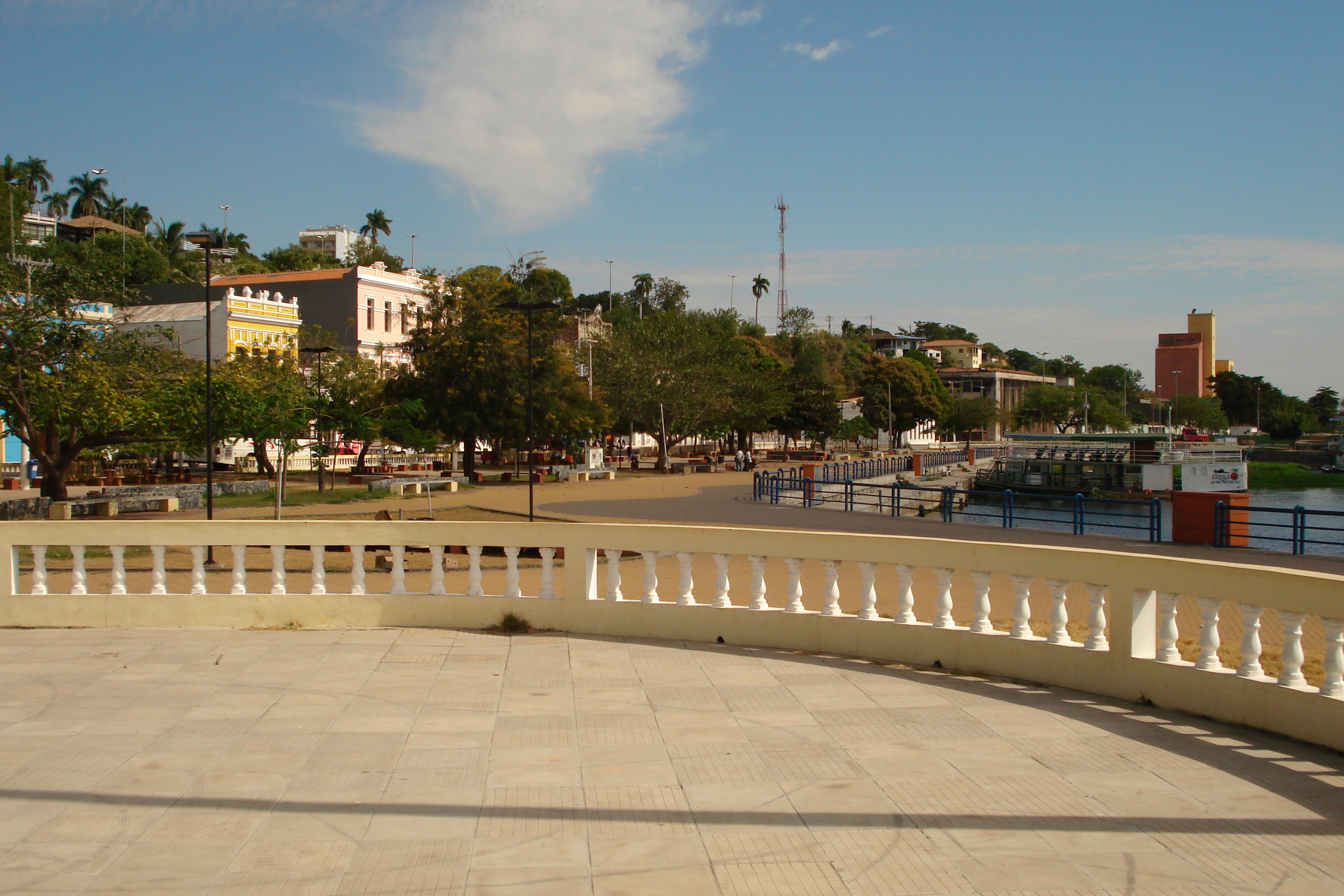
Porto Geral de Corumbá

Compreende a região do Pantanal e abrange 6 municípios: Anastácio, Aquidauana, Corumbá, Ladário, Miranda e Porto Murtinho.

### Rota Norte
Compreende a região norte e abrange 10 municípios: Alcinópolis, Bandeirantes, Camapuã, Costa Rica, Coxim, Figueirão, Pedro Gomes, Rio Verde de Mato Grosso, São Gabriel do Oeste e Sonora.

### Serra da Bodoquena

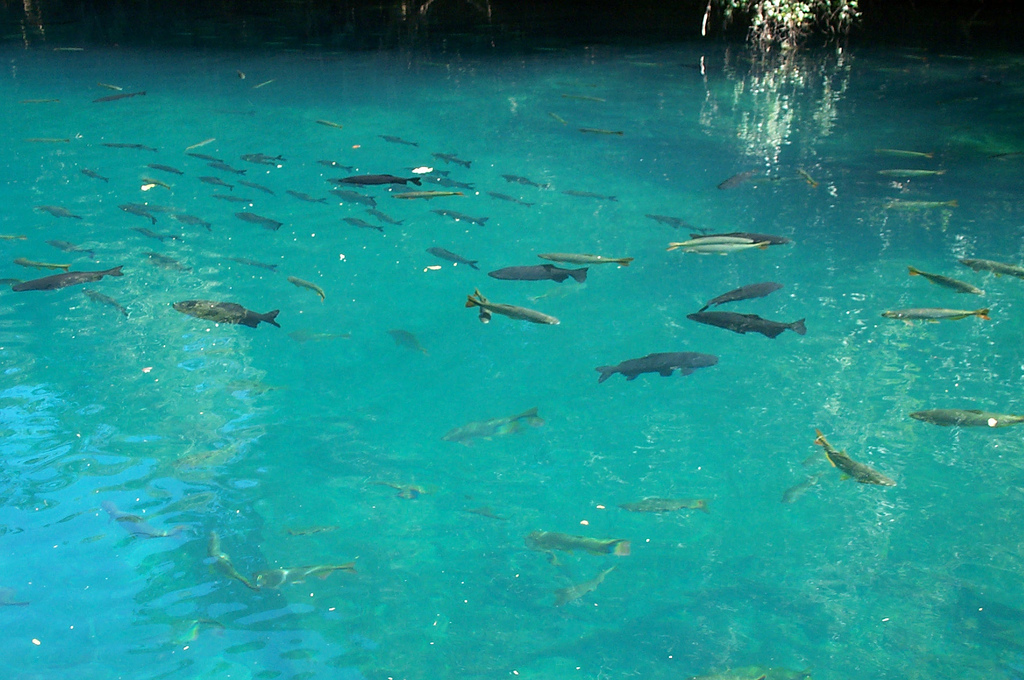
Trecho do rio da Prata em Jardim.

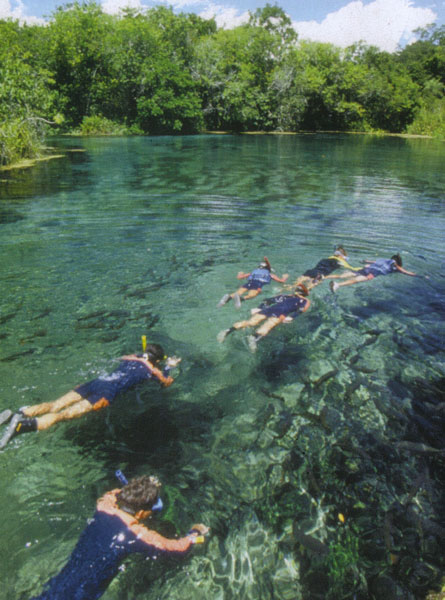
Bonito, um dos principais polos de ecoturismo do país.

Compreende a região sudoeste do estado e abrange 7 municípios: Bela Vista, Bodoquena, Bonito, Caracol, Guia Lopes da Laguna, Jardim e Nioaque.

### Vale das Águas
Compreende a região sudeste e abrange 7 municípios: Angélica, Batayporã, Ivinhema, Jateí, Nova Andradina, Novo Horizonte do Sul e Taquarussu.

### Vale do Aporé
Compreende a região noroeste e abrange 5 municípios: Água Clara, Cassilândia, Chapadão do Sul, Inocência e Paranaíba.